# Xã Warren, Quận St. Joseph, Indiana
Xã Warren (tiếng Anh: Warren Township) là một xã thuộc quận St. Joseph, tiểu bang Indiana, Hoa Kỳ. Năm 2010, dân số của xã này là 7.605 người.